# وایت سنتر (واشینگتن)
وایت سنتر (به انگلیسی: White Center) یک منطقهٔ مسکونی در ایالات متحده آمریکا است که در شهرستان کینگ، واشینگتن واقع شده‌است. وایت سنتر ۵٫۸۳ کیلومتر مربع مساحت و ۱۳٬۴۹۵ نفر جمعیت دارد و ۱۱۶ متر بالاتر از سطح دریا واقع شده‌است.